# Simbach (bei Landau)
Simbach település Németországban, azon belül Bajorországban. Lakosainak száma 4396 fő (2023. december 31.). Simbach Falkenberg, Arnstorf, Malgersdorf, Reisbach, Landau an der Isar és Eichendorf községekkel határos.

## Népesség
| Lakosok száma | 734  | 1391 | 3231 | 3392 | 3678 | 3709 | 3839 | 3964 | 4176 | 4396 |
|               | 1875 | 1950 | 1975 | 1987 | 2012 | 2014 | 2016 | 2017 | 2021 | 2023 |